# Drüsenginster
Die Drüsenginster (Adenocarpus) sind eine Pflanzengattung in der Unterfamilie der Schmetterlingsblütler (Faboideae) innerhalb der Familie der Hülsenfrüchtler (Fabaceae oder Leguminosae). Die etwa 15 Arten sind in Makaronesien und im Mittelmeerraum verbreitet.

## Beschreibung

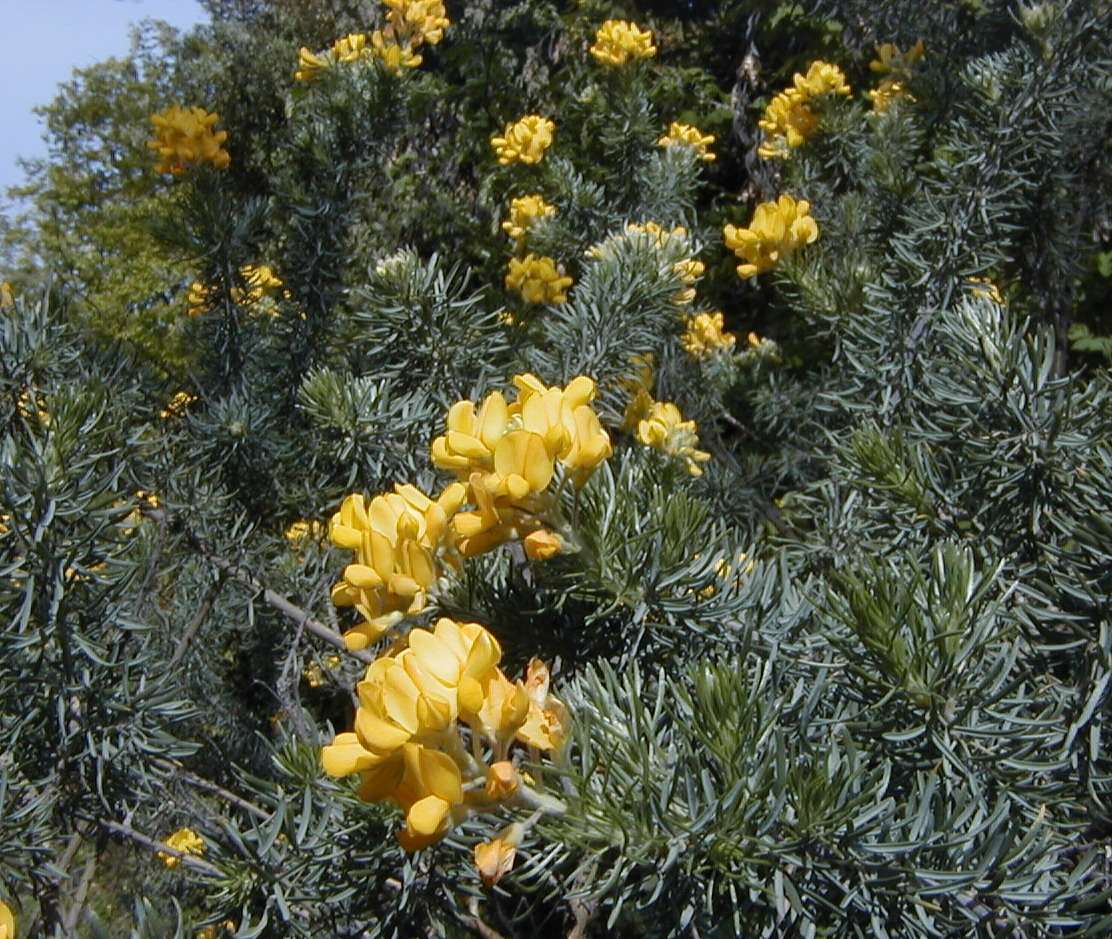
Habitus, Laubblätter und endständige Blütenstände von Adenocarpus decorticans

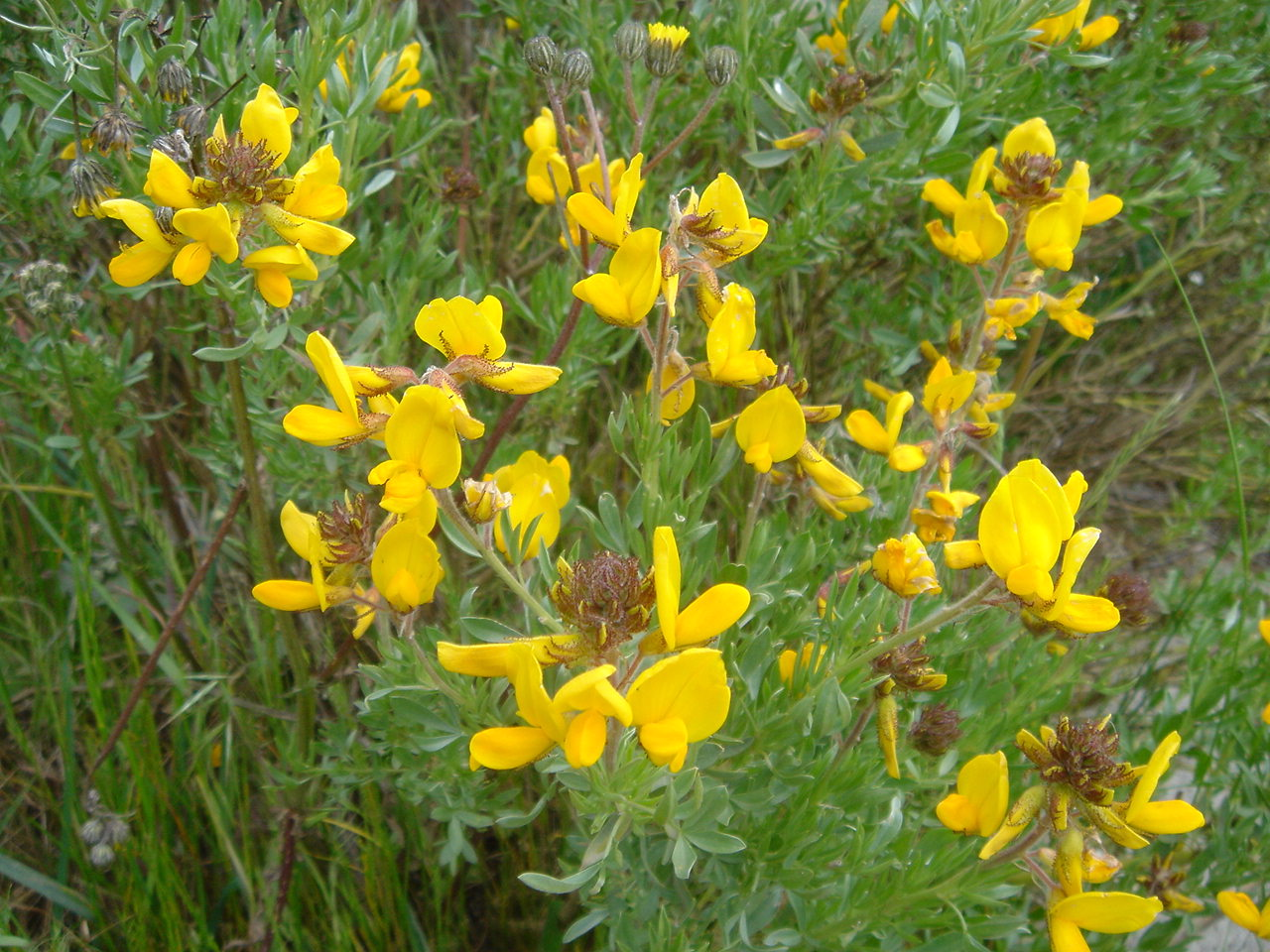
Zweige mit Laubblättern und endständigen Blütenständen von Adenocarpus anagyrifolius

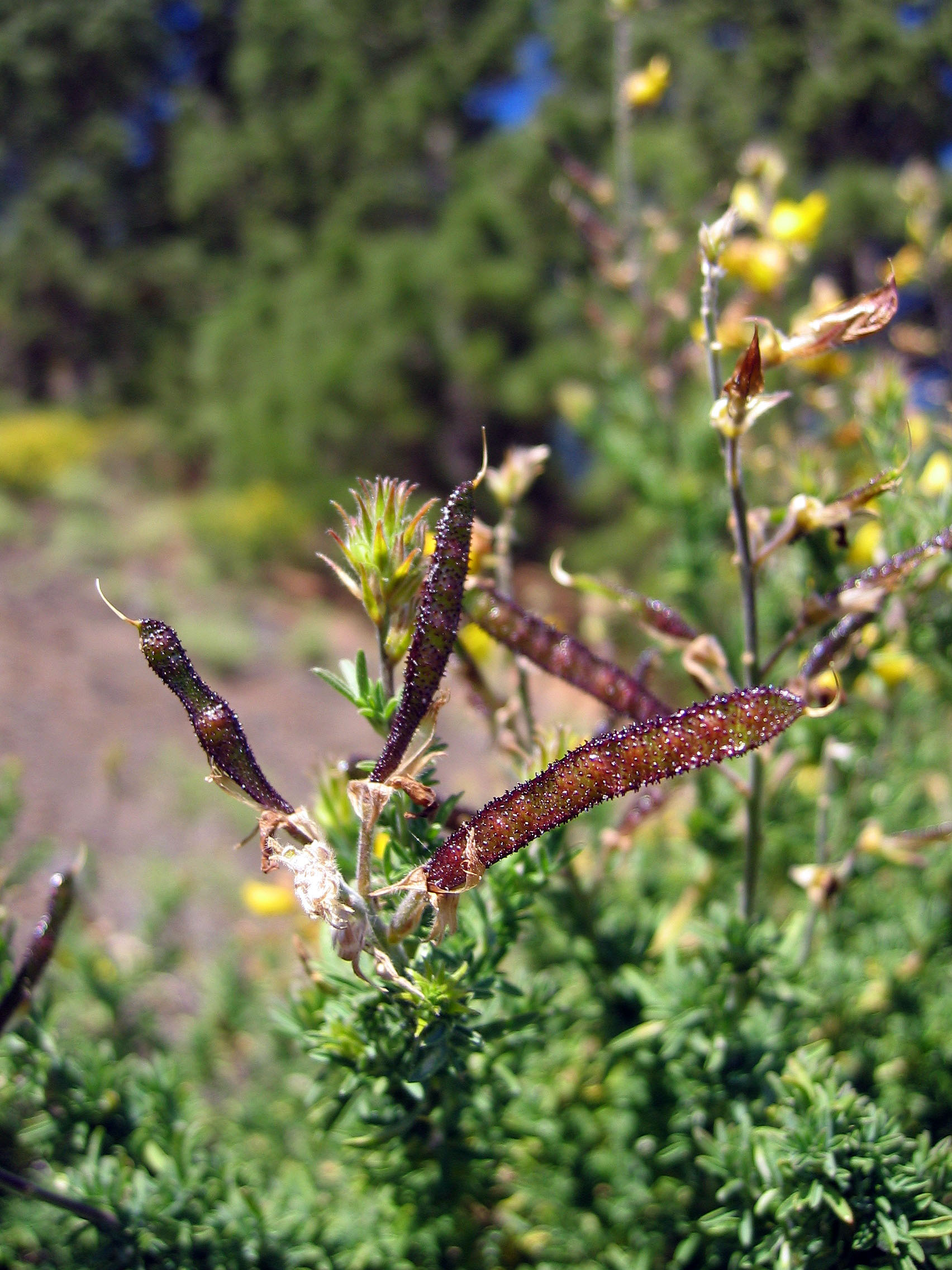
Drüsige Hülsenfrüchte des Klebrigen Drüsenginster (Adenocarpus viscosus)

### Erscheinungsbild und Laubblätter
Bei Adenocarpus-Arten handelt es sich um ginsterähnliche, immergrüne Sträucher oder selten kleine Bäume, die Wuchshöhen von bis zu 4 Metern erreichen. Die oberirdischen Pflanzenteile sind seidig oder zottig behaart (Indument).
Die wechselständig angeordneten Laubblätter sind relativ klein und in Blattstiel sowie Blattspreite gegliedert. Die gefiederte Blattspreite enthält drei Fiederblättchen. Die Nebenblätter sind gut entwickelt, aber klein und fallen früh ab oder können sogar fehlen.

### Blütenstände und Blüten
Es werden endständige, traubige oder kopfige Blütenstände gebildet.
Die duftenden, zwittrigen Blüten sind zygomorph und fünfzählig mit doppelter Blütenhülle. Der krautige Kelch ist zweilippig. Die obere Kelchlippe ist tiefzweigeteilt und die Unterlippe ist dreilappig oder dreizähnig. Die fünf meist gelben Kronblätter sind kurzgenagelt und stehen in der typischen Form der Schmetterlingsblüte zusammen. Die Fahne ist fast kreisförmig und mindestens so lang wie die Flügel. Die Flügel sind verkehrt-eiförmig oder länglich. Die Kronblätter des nach innen gekrümmten Schiffchens sind nicht verwachsen. Es sind zehn verwachsene Staubblätter vorhanden. Bei den kahlen Staubbeutel wechselt ein kurzer mit einem langen ab. Das sitzende einzige Fruchtblatt enthält viele Samenanlagen.

### Früchte und Samen
Die länglichen, abgeflachten Hülsenfrüchte sind je nach Art drüsig-warzig oder stachelig, meist zottig behaart und öffnen sich bei Reife. Die glatten Samen sind eiförmig und besitzen einen kleinen Arillus.

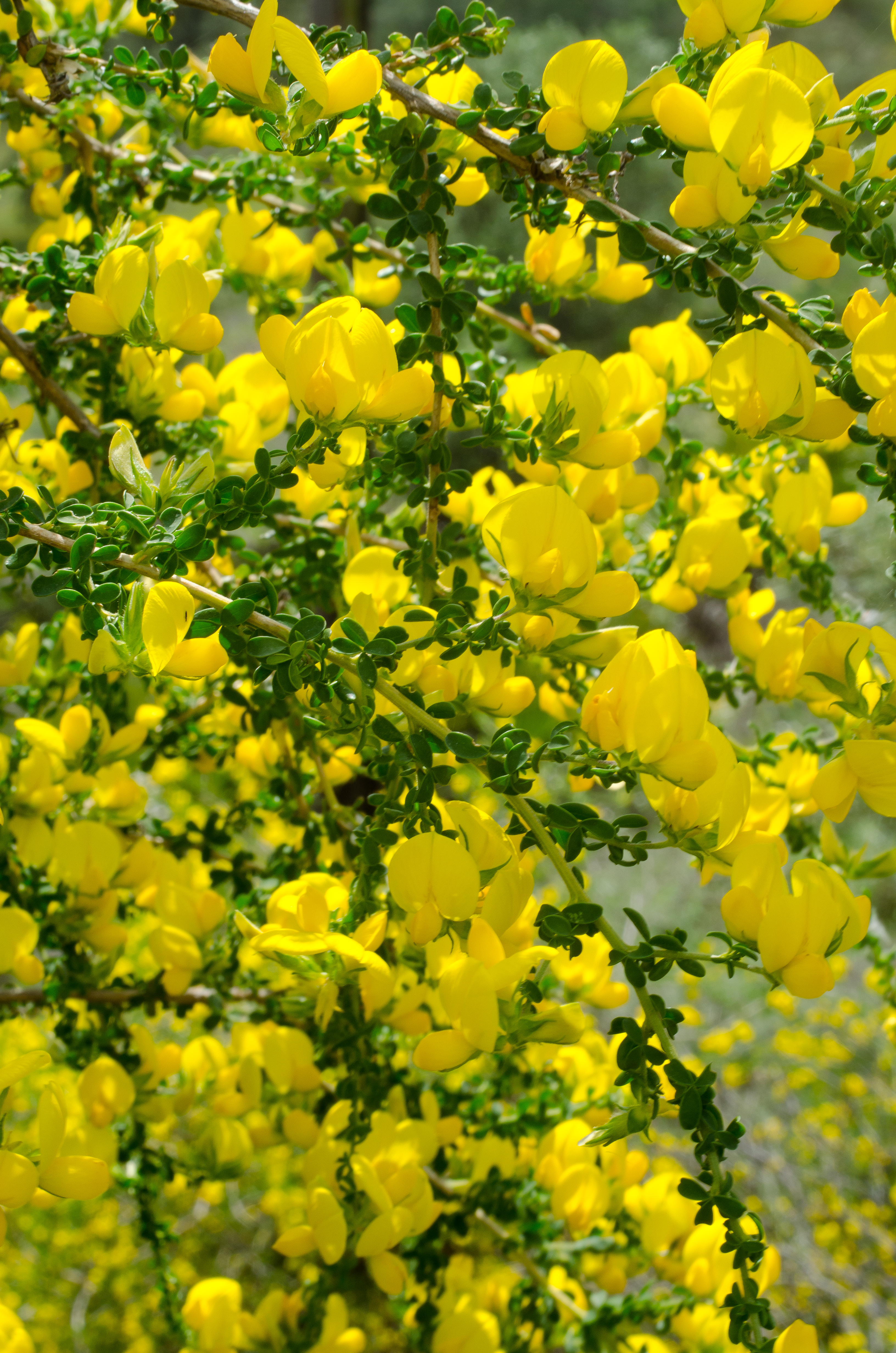
Zweige mit Laubblättern und Blüten von Adenocarpus telonensis

## Systematik und Verbreitung
Die Gattung Adenocarpus wurde 1815 durch Augustin Pyrame de Candolle in Flore Française. Troisième Édition, 5, S. 549 aufgestellt. Es wurde 1967 eine Revision der Gattung Adenocarpus veröffentlicht: P. E. Gibbs: A revision of the genus Adenocarpus in Bol. Soc. Brot. ser. 2, 41, S. 112.
Die Gattung Adenocarpus gehört zur Tribus Genisteae in der Unterfamilie Faboideae innerhalb der Familie Fabaceae.
Die Gattung Adenocarpus ist hauptsächlich in Makaronesien und im Mittelmeerraum verbreitet. Die größte Artenvielfalt gibt es im westlichen Mittelmeerraum mit einigen Endemiten in Nordafrika. Auf den Kanarischen Inseln kommen drei Arten vor. Eine Art kommt in afromontanen Gebieten in vielen afrikanischen Staaten vor.
In der Gattung Adenocarpus gibt es etwa 15 Arten:
- Adenocarpus anagyrifolius Coss. & Balansa: Sie kommt nur in Marokko vor.[4]
- Adenocarpus artemisiifolius Jahand. & al.: Sie kommt nur in Marokko vor.[7]
- Adenocarpus bacquei Batt. & Pit.: Sie kommt nur in Marokko vor.[4]
- Adenocarpus boudyi Batt. & Maire: Sie kommt nur in Marokko vor.[7]
- Adenocarpus cincinnatus (Ball) Maire: Sie kommt nur in Marokko vor.[7]
- Adenocarpus complicatus (L.) Gay:[7]
  - Adenocarpus complicatus subsp. anisochilus (Boiss.) Franco: Sie kommt nur in Portugal vor.[7]
  - Adenocarpus complicatus subsp. aureus (Cav.) C.Vicioso: Sie kommt in Italien, Portugal, Spanien sowie in der Türkei vor.[7]
  - Adenocarpus complicatus subsp. commutatus (Guss.) Cout.: Sie kommt in Algerien, Frankreich, Griechenland, Italien einschließlich Sizilien, Portugal sowie Spanien vor.[7]
  - Adenocarpus complicatus (L.) Gay subsp. complicatus: Sie kommt auf Madeira, in Algerien, Syrien, in der Türkei, Italien, Frankreich, Portugal sowie Spanien vor.[4]
  - Adenocarpus complicatus subsp. nainii (Maire) P.E.Gibbs: Sie kommt nur in Marokko vor.[4]
- Adenocarpus decorticans Boiss.: Sie kommt in Marokko, Algerien sowie Spanien vor.[4]
- Adenocarpus faurei Maire: Sie kommt nur in Algerien vor.[7]
- Adenocarpus foliolosus (Aiton) DC.: Sie kommt auf den Kanarischen Inseln vor.[7]
- Adenocarpus hispanicus (Lam.) DC.:[7]
  - Adenocarpus hispanicus subsp. argyrophyllus (Rivas Goday) Rivas Goday: Sie kommt in Marokko, Portugal sowie Spanien vor.[7]
  - Adenocarpus hispanicus (Lam.) DC. subsp. hispanicus: Sie kommt nur in Spanien vor.[7]
- Adenocarpus mannii (Hook. f.) Hook. f.: Sie gedeiht in afromontanen Gebieten in Angola, Kamerun, Äquatorial-Guinea, Äthiopien, Kenia, Malawi, Nigeria, Ruanda, Sudan, Tansania, Uganda, der Demokratischen Republik Kongo sowie Sambia.[7]
- Adenocarpus ombriosus Ceballo & Ortuno: Dieser Endemit kommt nur auf der kanarischen Insel El Hierro vor. Er gedeiht in Höhenlagen von 500 bis Metern. Es sind nur vier Fundorte im nördlichen Teil der Insel bekannt: Montaña de Jináma, El Salvador, Hoya de Arinés und Hoya de Fileba. Das Gesamtareal ist 1 bis 5 km² groß. Am Fundort Hoya de Arinés wurden 2007 keine Exemplare gefunden. 2007 wurden an den natürlichen Standorten insgesamt nur 189 Exemplare gefunden. Besonders Beweidung und Trockenheit führen zu fortlaufenden Rückgang der Bestände. 2013 wurde diese Art bei der IUCN als Endangered = stark gefährdet bewertet.[8]
- Adenocarpus telonensis (Loisel.) DC.: Sie kommt in Marokko, Frankreich, Portugal sowie Spanien vor.[7]
- Adenocarpus umbellatus Batt.: Sie kommt nur in Algerien vor.[7]
- Klebriger Drüsenginster (Adenocarpus viscosus (Willd.) Webb & Berthel.): Er kommt auf den Kanarischen Inseln Tenerife sowie La Palma vor. Er gedeiht in der subalpinen Höhenstufe an trockenen Standorten. Die Bestände sind stabil. 2012 wurde diese Art bei der IUCN als Least Concern = nicht gefährdet bewertet.[4]

## Nutzung
Adenocarpus viscosus gehört auf den Kanarischen Inseln zu den Bienen-Trachtpflanzen.
Die Blütenzweige kultivierter Arten und Sorten finden auch in der Floristik Verwendung.